# Dave Prater
Dave Prater, Jr. (Ocilla, 9 de maio de 1937 — Sycamore, 9 de abril de 1988) foi um cantor norte-americano de soul e R&B, um dos ícones da música negra.

## Biografia
Nasceu e cresceu em Ocilla, Geórgia, e formou com o parceiro Sam Moore e depois Sam Daniels a famosa dupla Sam & Dave, de 1961 até sua morte em 1988.
É membro do Rock & Roll Hall of Fame, ganhador de um Grammy e possui múltiplos Discos de Ouro certificado pela RIAA.
Sam & Dave é considerada a dupla mais importante da história da música negra e a de maior referência.

## Morte
Dave Prater faleceu no dia 9 de abril de 1988, após ser vítima de um acidente automobilístico em Sycamore, Geórgia. O último show de Dave Prater e Sam Daniels foi no Atlanta Civic Center, no dia 3 de abril de 1988, junto com Isaac Hayes. Foi enterrado no Holy Sepulchre Cemetery em Totowa, Nova Jérsei.